# Philippuskirche (Wuppertal)

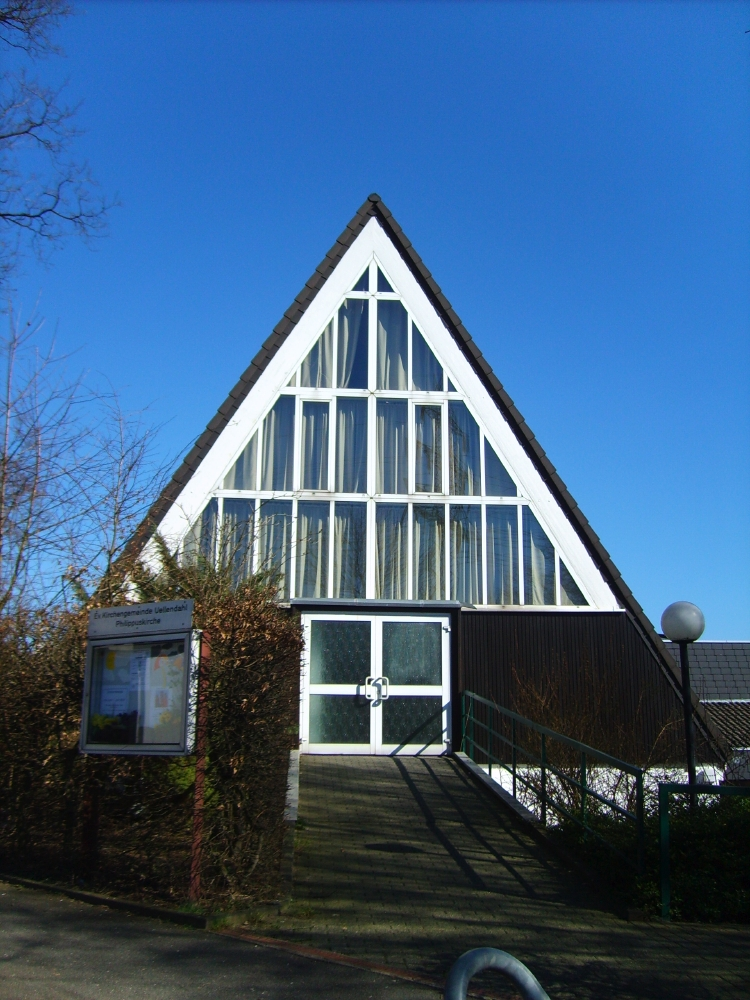
Ansicht von Westen

Die Philippuskirche ist eine ehemalige evangelische Kirche im Wuppertaler Stadtteil Uellendahl und war neben der Thomaskirche und dem Gemeindezentrum Uellendahl die dritte Predigtstätte der Evangelischen Kirchengemeinde Uellendahl-Ostersbaum in Elberfeld im Kirchenkreis Wuppertal der Evangelischen Kirche im Rheinland.

## Geschichte
Der seit jeher größtenteils nur landwirtschaftlich genutzte Elberfelder Norden verfügte seit 1860 über ein evangelisches Gotteshaus, die heute zum Wohnhaus umgebaute historische Kapelle Kohlstraße. Betreut wurde das Gebiet von der Reformierten Gemeinde Elberfeld, die Lutheraner am Uellendahl besuchten ab 1926 die Lukaskirche. Erst ab 1965 wurde am heutigen Domagkweg ein großes Neubaugebiet erschlossen, weswegen die mittlerweile stark sanierungsbedürftige, damals über hundert Jahre alte Kapelle den Anforderungen an ein modernes Gotteshaus nicht genügte. Aufgrund der Entfernung zu den reformierten Kirchen in Elberfeld wurde die gottesdienstliche Versorgung des Neubaugebietes von der Reformierten Gemeinde an die Evangelisch-lutherische Kreuzkirchengemeinde Elberfeld abgegeben, welche das zu bauende Gotteshaus plante.
Die in Fertigbauweise ausgeführte Kirche konnte nach nur wenigen Monaten Bauzeit am 30. November 1969 eingeweiht werden. Bereits ein Jahr später wurden die Kirchengemeinden in Elberfeld umstrukturiert, die neue Philippuskirche kam mit der Lukaskirche, der Matthäuskirche und den Gemeindezentren zur neu gegründeten Evangelischen Kirchengemeinde Uellendahl. Am 5. Oktober 1980 wurde der Anbau mehrerer Gemeinderäume an das Untergeschoss der Philippuskirche in Betrieb genommen. 1990 wurden umfangreiche Renovierungsarbeiten durchgeführt und die historische Teschemacher-Orgel restauriert.
Zum 1. Januar 2007 schloss sich die Kirchengemeinde Uellendahl mit der Kirchengemeinde Elberfeld-Ost zur neuen Kirchengemeinde Uellendahl-Ostersbaum zusammen. Zuvor waren in beiden Gemeinden Gottesdienststätten aufgegeben worden (Gemeindehaus Platz der Republik, Martin-Luther-King-Haus, Gemeindehaus Vogelsangstr., Lukaskirche und Matthäuskirche). Die neue Gemeinde hatte drei Predigtstatten: Philippuskirche, Thomaskirche und Gemeindezentrum Uellendahl. Die Philippuskirche ist seit 1969 auch Zentrum und Gottesdienststätte der Gehörlosenseelsorge im Kirchenkreis Wuppertal.
Am 5. November 2021 gab das Presbyterium bekannt, dass die Gemeindearbeit im Uellendahl auf das Gemeindezentrum konzentrieren zu wollen, das dazu barrierefrei ertüchtigt werden soll. Am 15. September 2024 fand der letzte Gottesdienst statt, die Gemeindemitglieder des Bezirks Philippuskirche fanden ihre neue Heimat in dem eine Woche später wiedereröffneten Gemeindezentrum am Röttgen. Grundstück und Gebäude der Philippuskirche wurden an den Iona Lebensgemeinschaften e.V. veräußert, der dort Wohngruppen für Menschen mit Behinderungen errichten will.

## Baubeschreibung
Das Gebäude ist eine in Fertigbauweise errichtete, hölzerne Kleinkirche mit angeschlossenem Gemeindehaus. Das nach Osten ausgerichtete Kirchenschiff ist fünfzehn Meter lang, acht Meter breit und erinnert in seiner Ausführung an ein Zelt. Die Kirche verfügt nur an der Westseite über eine Fensterfront sowie ein aufgesetztes Dachfenster, der Kirchsaal ist ansonsten fensterlos. Der Eingang zum ehemaligen Kirchraum befindet sich an der Westseite und wird über einen kleinen Steg erreicht, da die Kirche in einer Hanglage gebaut wurde. Sie ist dem Gemeindezentrum, welches sich hangabwärts befindet, baulich aufgesetzt.

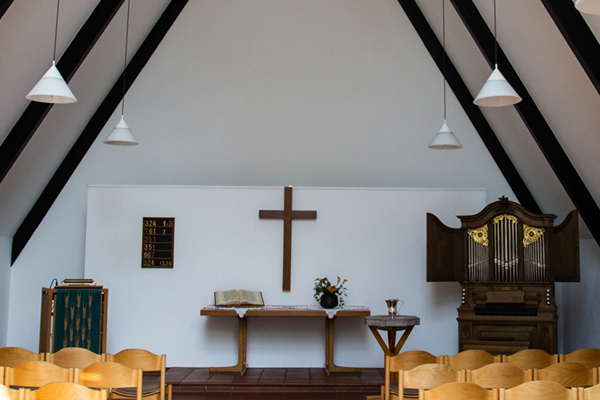
Innenansicht mit Altar und Orgel

Im Innenraum präsentierte sich die Kirche besonders schlicht. Die tragenden Elemente und Holzbalken sind frei sichtbar und heben sich vom ansonsten weiß gehaltenen Raum deutlich ab. Terracottafarbene Fliesen und helle Stühle schafften einen farbenfrohen, modernen Kirchraum, ergänzt durch viel Tageslicht durch das Dachfenster. Der Altarbereich war durch eine Stufe leicht erhöht vom restlichen Saal, die Altarausstattung wurde aus der Kapelle Kohlstraße und der Lukaskirche übernommen. Die Orgel und ein Teil der Altarstücke wurden nach der Schließung in das Gemeindezentrum am Röttgen verbracht. Bei voller Bestuhlung fanden in der Kirche bis zu 150 Personen Platz.
Nach Versetzung der Dorpkirche 1982, Zerstörung der Erlöserkirche 1994 und Abriss der Stephanuskirche 1997 war die Philippuskirche die letzte Vertreterin der ursprünglich weit verbreiteten Bauform als „provisorische Zeltdachkirche“ in Wuppertal.

### Glocken
Die Glocken der Kirche befanden sich in einem freistehenden, fünf Meter hohen Glockenturm an der Nordseite der Kirche. Das Geläut wurde 1961 von der Glocken- und Kunstgießerei Rincker für die Kapelle an der Kohlstraße angefertigt und in die neue Philippuskirche verbracht. 2025 veräußerte die Gemeinde die Glocken an eine katholische Gemeinde in Brandenburg.
| Schlagton | Gewicht | Inschrift                          |
| --------- | ------- | ---------------------------------- |
| dis″      | 174     | Dein König kommt + Sacharja 9,9    |
| fis″      | 126     | Darum seid bereit + Matthäus 24,44 |

## Orgel
Die Orgel der Philippuskirche wurde um 1750 von Jacob Engelbert Teschemacher als Hausorgel für die Witwe von August von der Heydt angefertigt und der Gemeinde an der Kohlstraße gestiftet. Vor der Versetzung in die Philippuskirche im Jahr 1969 stand das Instrument in der Kapelle Kohlstraße. Das Instrument verfügt über acht Register, darunter zwei halbe und zwei geteilte Register. Ein später ergänztes angehängtes Pedal wurde entfernt. Die Disposition lautet wie folgt:
| I Manual C–f3      |    |
| Bordun B/D         | 8′ |
| Violin D           | 8′ |
| Flageolett Travers | 4′ |
| Salicional D       | 4′ |
| Principal          | 2′ |
| Flageolett B/D     | 2′ |

| Pedal C–f0 |
| angehängt  |

In der Woche nach der Schließung wurde die Orgel im Gemeindezentrum Uellendahl aufgebaut und wird dort seit dem 22. September 2024 genutzt.